# Justus Brinckmann

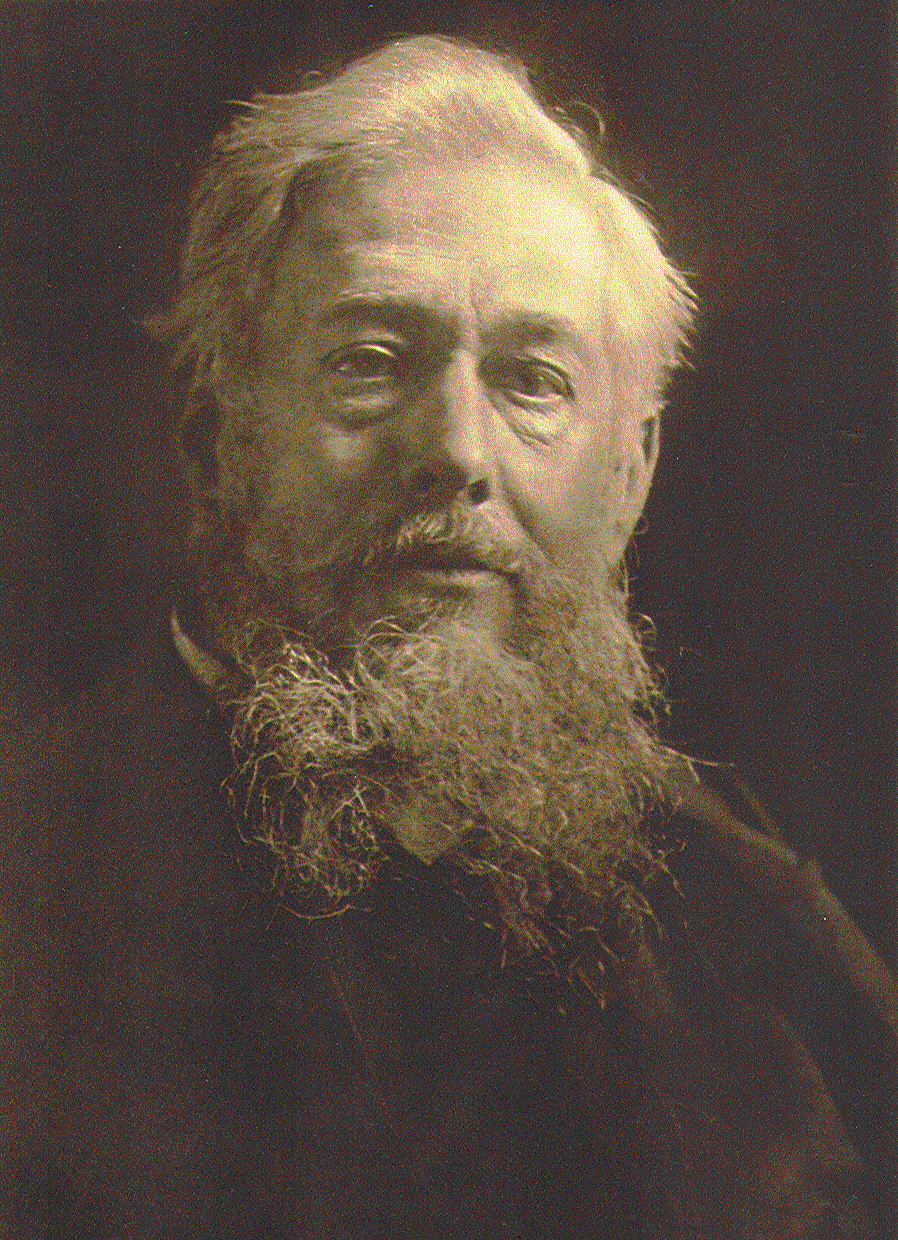
Justus Brinckmann, 1905

Justus Brinckmann, född 23 maj 1843 och död 8 februari 1915, var en tysk museiman.
Brinckmann grundade 1874 konstindustrimuseet i Hamburg, och blev som ledare för detta inte bara banbrytande för stadens museala utveckling, utan museet kom även att inspirera andra museer i fråga om föremålsvård och museal inredning, särskilt i Tyskland och Skandinavien. 
Bland annat var Brinckmann en av de första som fick upp ögonen för den japanska konstens stora betydelse. Hans 1894 utgivna Das hamburgische Museum für Kunst und Gewerbe. Führer var en betydelsefull orientering inom hela konstindustrins område. Han arbetade även kraftigt mot förfalskningsindustrin genom bildandet av ett internationellt museiförbund.